# 猟奇的な彼女 in NY
『猟奇的な彼女 in NY』（りょうきてきなかのじょインニューヨーク、My Sassy Girl）は2007年製作のアメリカ合衆国の映画。ジャンルはロマンティック・ラブコメディ。韓国映画『猟奇的な彼女』のハリウッドによるリメイク版。監督はフランス人のヤン・サミュエル。米国と日本では劇場未公開で両国ともにビデオスルーとなり、2008年発売のDVDビデオのみとなっている。

## 内容
以下の点以外、ストーリーそのものはオリジナルをほぼ忠実に踏襲している。

### オリジナルとの違い
- この作品の舞台はタイトルの通り、ニューヨーク市である。
- ヒロインに名前が設定されている。
- ヒロインの猟奇的な言動の理由が分かりやすく表現されている。

## スタッフ
- 監督：ヤン・サミュエル
- 原作：キム・ホシク
- 脚本：ヴィクター・レヴィン
- 撮影：エリック・シュミット
- 音楽：デヴィッド・キティ
- 衣装デザイン：キャサリン・マリー・トーマス
- 日本語字幕：町田敦夫

## キャスト
- ジョーダン：エリシャ・カスバート
- チャーリー：ジェシー・ブラッドフォード
- オースティン・ベイシス
- ジョアンナ・グリーソン
- ジェイ・パターソン
- クリス・サランドン

## その他
- ドリームワークスSKG社が75万ドル（約10億ウォン）、全世界での興行収入4%という条件でリメイク権を獲得した。制作はGold Circle Films／Maverick Films／Vertigo Entertainment。
- フランス人であるヤン・サミュエル監督にとって初の英語作品。
- 当初予定されていたタイトルは『Sassy Girl』、監督はグリンダ・チャーダ、脚本は『チアーズ!』『シャレード』のジェシカ・ベンディンガー、ヒロイン役はジェシカ・アルバであったが諸事情で降板した。
- アメリカではリスク回避のために劇場公開されず、『My Sassy Girl』として 20世紀フォックス社より2008年8月26日にDVDが発売された。
- 同様に日本でも劇場未公開となり、『猟奇的な彼女 in NY』というタイトルでショウゲート／アミューズソフトエンタテインメントより2008年11月28日発売。